# 2.Rollhockey-Bundesliga 2016-2017
La 2.Rollhockey-Bundesliga 2016-2017 è stato il torneo di secondo livello del campionato tedesco di hockey su pista per la stagione 2016-2017, organizzato dalla Federazione di pattinaggio della Germania.

## Squadre partecipanti
| Club                | Stagione | Città       | Impianto | Stagione precedente |
| ------------------- | -------- | ----------- | -------- | ------------------- |
| Allstedt            | dettagli | Allstedt    |          |                     |
| Blue Lions Chemnitz | dettagli | Chemnitz    |          |                     |
| Hüls                | dettagli | Krefeld     |          |                     |
| ISO Remscheid       | dettagli | Remscheid   |          |                     |
| Schweinfurt         | dettagli | Schweinfurt |          |                     |
| Schwerte            | dettagli | Schwerte    |          |                     |
| TSG Darmstadt       | dettagli | Darmstadt   |          |                     |

## Classifica finale
|  | Pos. | Squadra             | Pt | G  | V  | N | P | GF | GS | DR  |
|  | ---- | ------------------- | -- | -- | -- | - | - | -- | -- | --- |
|  | 1.   | Schweinfurt         | 30 | 12 | 10 | 0 | 0 | 91 | 47 | +44 |
|  | 2.   | Blue Lions Chemnitz | 25 | 12 | 8  | 1 | 3 | 68 | 60 | +8  |
|  | 3.   | Hüls                | 18 | 12 | 6  | 0 | 6 | 75 | 59 | +16 |
|  | 4.   | ISO Remscheid       | 16 | 12 | 5  | 1 | 6 | 59 | 66 | -7  |
|  | 5.   | Allstedt            | 13 | 12 | 4  | 1 | 7 | 43 | 57 | -14 |
|  | 6.   | TSG Darmstadt       | 12 | 12 | 3  | 3 | 6 | 45 | 59 | -14 |
|  | 7.   | Schwerte            | 8  | 12 | 2  | 2 | 8 | 43 | 76 | -33 |

Legenda:
      Promosso in Rollhockey-Bundesliga 2017-2018.
      Retrocesso in Regionalliga 2017-2018.
Regolamento:
Tre punti a vittoria, uno a pareggio, zero a sconfitta.

## Verdetti
| Verdetto                                    | Club        |
| ------------------------------------------- | ----------- |
| Promosse in Rollhockey-Bundesliga 2017-2018 | Schweinfurt |
| Retrocesse in Regionalliga 2017-2018        | Schwerte    |